# Niklas Kronwall
Niklas Kronwall (* 12. Januar 1981 in Stockholm) ist ein ehemaliger schwedischer Eishockeyspieler. Der Verteidiger, der seine Karriere in seiner Heimat bei Djurgårdens IF begann, stand zwischen 2003 und 2019 bei den Detroit Red Wings in der National Hockey League unter Vertrag. Mit dem Team, für das er insgesamt über 1000 Partien bestritt, errang er in den Playoffs 2008 den Stanley Cup. Da er mit der schwedischen Nationalmannschaft im Jahre 2006 jeweils die Goldmedaille bei den Olympischen Winterspielen und der Weltmeisterschaft gewann, gehört er dem Triple Gold Club an.

## Karriere

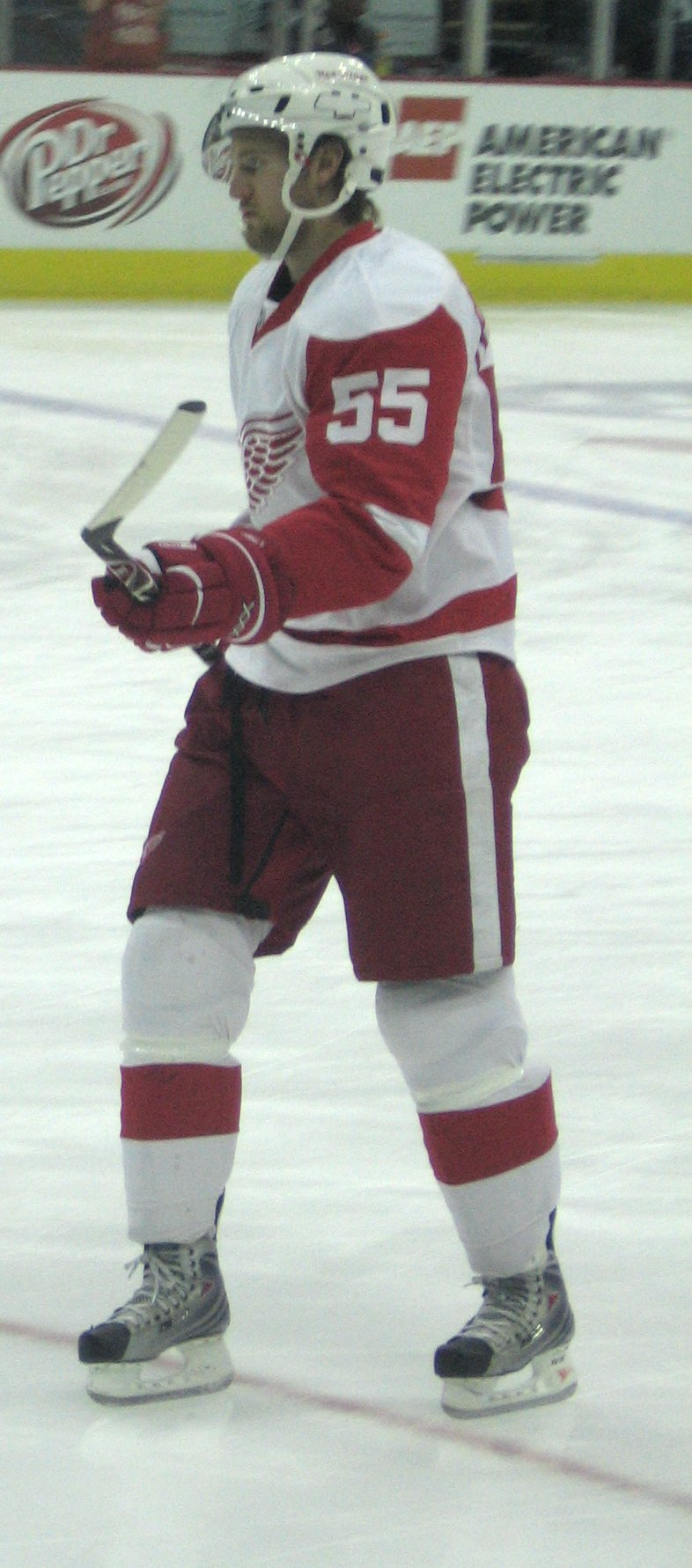
Niklas Kronwall im Trikot der Detroit Red Wings

Niklas Kronwall begann seine Karriere 1996/97 bei den Junioren von Djurgårdens IF, für die er bis 1998 aktiv war. Er wechselte danach zu Huddinge IK, für die er zwei Spiele in der Juniorenliga absolvierte und anschließend für die Profis in der HockeyAllsvenskan zum Einsatz kam.
Nach dem einen Jahr ging er 1999 zurück zu Djurgårdens und spielte fortan für deren Profimannschaft in der Elitserien, mit denen er in der Saison 1999/2000 die schwedische Meisterschaft gewann. Nach Saisonende wurde er von den Detroit Red Wings im NHL Entry Draft 2000 in der ersten Runde an Position 29 ausgewählt. Der Verteidiger blieb vorerst weiterhin in Schweden und verteidigte mit Djurgårdens den Titel erfolgreich.
Nach zwei weiteren Jahren in Schweden wechselte er 2003 nach Nordamerika und absolvierte die Saison 2003/04 zum Teil bei den Detroit Red Wings in der National Hockey League und zum Teil bei deren Farmteam, den Grand Rapids Griffins in der American Hockey League. Während viele europäische Spieler bedingt durch die Absage der NHL-Saison 2004/05 wegen des Lockout zurück in ihre Heimatländer zogen, um dort die Saison zu bestreiten, blieb Kronwall in Nordamerika und absolvierte die Saison bei den Grand Rapids Griffins. Nach der Saison wurde er als bester Verteidiger der AHL ausgezeichnet und ins AHL First All-Star Team gewählt.
In einem Vorbereitungsspiel auf die Saison 2005/06 im September zog er sich eine schwere Knieverletzung zu. Kronwall wurde zwar für den Kader des schwedischen Teams für die Olympischen Winterspiele in Turin nominiert, musste jedoch absagen, da er erst kurz zuvor wieder einsatzbereit wurde. Als sich später Mattias Öhlund im Spiel gegen die Schweiz verletzte, übernahm Kronwall den freigewordenen Platz im Kader und errang am Ende den Olympiasieg mit dem schwedischen Team.
Kronwall hatte zum Ende der regulären Saison verletzungsbedingt nur 27 der insgesamt 82 Ligaspiele absolviert. Die Red Wings schieden in der ersten Runde aus und Kronwall konnte dadurch an der Weltmeisterschaft 2006 teilnehmen, die Schweden als Weltmeister beendete. Er wurde als bester Verteidiger und als wertvollster Spieler des Turniers ausgezeichnet.
Im November 2006 wurde sein zum Ende der Saison auslaufender Vertrag von den Red Wings um fünf Jahre bis 2012 verlängert, der ihm insgesamt 15 Millionen US-Dollar einbringt. In der Saison 2006/07 hatte Kronwall wieder mit kleineren Verletzungen zu kämpfen und kam auf 22 Punkte in 68 Spielen. Vier Spiele vor Ende der regulären Saison zog er sich eine schlimmere Verletzung zu und verpasste neben dem Rest der regulären Saison die gesamten Playoffs.
Die Saison 2007/08 entwickelte sich für Kronwall zur bis dato besten seiner Karriere, jedoch wurde er erneut durch Verletzungen an der Schulter und der Leiste behindert. So kam er in 65 Spielen auf sein bestes Ergebnis von sieben Toren und 28 Assists. In den Playoffs bildete er zusammen mit Brad Stuart die zweite Verteidigungsreihe, die durch ihr hartes Spiel hervorstach und vor allem in der Finalserie gegen die Pittsburgh Penguins half, die Jungstars Sidney Crosby und Jewgeni Malkin in Schach zu halten. Die Red Wings gewannen schließlich den Stanley Cup und Kronwall war mit 15 Torvorlagen bester Vorbereiter und punktbester Verteidiger seiner Mannschaft in den Playoffs.
Auch über die folgenden Jahre war Kronwall in der Abwehr der Red Wings gesetzt, so bestritt er inklusive Playoffs über 1000 Spiele für das Team. Im August 2019 gab er bekannt, seine aktive Karriere zu beenden und mit sofortiger Wirkung in beratender Funktion ins Management Detroits zu wechseln.

## Erfolge und Auszeichnungen
| - 2000 Schwedischer Meister mit Djurgårdens IF - 2001 Schwedischer Meister mit Djurgårdens IF - 2001 Årets junior - 2005 Teilnahme am AHL All-Star Classic | - 2005 Eddie Shore Award - 2005 AHL First All-Star Team - 2008 Stanley-Cup-Gewinn mit den Detroit Red Wings |

### International
| - 1998 Goldmedaille bei der U18-Junioren-Europameisterschaft - 1999 Silbermedaille bei der U18-Junioren-Weltmeisterschaft - 1999 All-Star-Team der U18-Junioren-Weltmeisterschaft - 2003 Silbermedaille bei der Weltmeisterschaft - 2005 All-Star-Team der Weltmeisterschaft - 2006 Goldmedaille bei den Olympischen Winterspielen | - 2006 Goldmedaille bei der Weltmeisterschaft - 2006 Wertvollster Spieler der Weltmeisterschaft - 2006 Bester Verteidiger der Weltmeisterschaft - 2006 All-Star-Team der Weltmeisterschaft - 2008 Aufnahme in den Triple Gold Club - 2014 Silbermedaille bei den Olympischen Winterspielen |

## Karrierestatistik

### International
Vertrat Schweden bei:
| - U18-Junioren-Europameisterschaft 1998 - U18-Junioren-Weltmeisterschaft 1999 - U20-Junioren-Weltmeisterschaft 2000 - U20-Junioren-Weltmeisterschaft 2001 - Weltmeisterschaft 2003 - Weltmeisterschaft 2005 | - Olympischen Winterspielen 2006 - Weltmeisterschaft 2006 - Olympischen Winterspielen 2010 - Weltmeisterschaft 2012 - Olympischen Winterspielen 2014 |

(Legende zur Spielerstatistik: Sp oder GP = absolvierte Spiele; T oder G = erzielte Tore; V oder A = erzielte Assists; Pkt oder Pts = erzielte Scorerpunkte; SM oder PIM = erhaltene Strafminuten; +/− = Plus/Minus-Bilanz; PP = erzielte Überzahltore; SH = erzielte Unterzahltore; GW = erzielte Siegtore; 1 Play-downs/Relegation; Kursiv: Statistik nicht vollständig)

## Familie
Sein jüngerer Bruder Staffan Kronwall ist ebenfalls Eishockeyspieler und lief auch kurzzeitig in der NHL auf.